# Broken Highway
Pour plus de détails, voir Fiche technique et Distribution.
Broken Highway est un film australien réalisé par Laurie McInnes, sorti en 1993.

## Fiche technique
- Titre français : Broken Highway
- Réalisation et scénario : Laurie McInnes
- Direction artistique : Lisa Thompson
- Photographie : Steve Mason
- Montage : Gary Hillberg
- Musique : Dave Faulkner
- Pays d'origine : Australie
- Format : Noir et blanc - 35 mm - Dolby
- Genre : drame
- Durée : 98 minutes
- Dates de sortie :
  - France : mai 1993 (Festival de Cannes 1993)
  - Australie : 17 février 1994

## Distribution
- Aden Young : Angel
- David Field : Tatts
- Bill Hunter : Wilson
- Claudia Karvan : Catherine
- Norman Kaye : Elias Kidd
- William McInnes : Roger
- Stephen Davis : Jack
- Dennis Miller : Max O'Donnell
- Kris McQuade : femme

## Sélection
- Festival de Cannes 1993 : sélection en compétition officielle